# Mesophyllum expansum
Mesophyllum expansum (Philippi) Cabioch & Mendoza, 2003  é o nome botânico  de uma espécie de algas vermelhas  pluricelulares do gênero Mesophyllum, subfamília Melobesioideae.
- São algas marinhas encontradas na Europa, África e Ilhas Canárias.

## Sinonímia
- Lithophyllum expansum  Philippi, 1837
- Stereophyllum expansum  (Philippi) Heydrich, 1904
- Pseudolithophyllum expansum  (Philippi) M. Lemoine, 1924